# سرزه خاروک
سرزه خاروک، روستایی در دهستان حسن لنگی بخش شمیل شهرستان بندرعباس در استان هرمزگان ایران است.

## شغل
شغل و درآمد عمدهٔ این روستا، کشاورزی و دامداری است.
یکی از مهم‌ترین محصولات این روستا پیاز است که به کشورهای مجاور صادر می‌شود.

## جمعیت
بر پایه سرشماری عمومی نفوس و مسکن در سال ۱۳۹۵، جمعیت این روستا برابر با ۱٬۱۵۸ نفر (۳۰۹ خانوار) بوده‌است.